# Patrick Rocci
Pas d'image ? Cliquez ici

a Compétitions nationales et continentales officielles uniquement.

b Matchs officiels uniquement.
Patrick Rocci, né le 6 septembre 1962 à Avignon, est un joueur de rugby à XIII dans les années 1980 et 1990 évoluant au poste de demi d'ouverture ou d'arrière.
Patrick Rocci joue pour son club formateur du Pontet avec lequel il domine le rugby à XIII français dans les années 1980 remportant deux titres de Championnat de France en 1986 et 1988 ainsi que deux titres de Coupe de France en 1986 et 1988 sous la houlette de Marius Frattini et des coéquipiers tels que Christian Maccali, José Giné, Marc Palanques, Thierry Bernabé, Denis Bergé et Serge Titeux.
Il connaît par ailleurs trois sélections en équipe de France entre 1987 et 1989 prenant part à la Coupe du monde 1985-1988 contre la Grande-Bretagne.

## Biographie
Ses deux frères, Jean-Marc et David, ont également été des joueurs de rugby à XIII avec lesquels il a été formé au Pontet.

## Palmarès
- Collectif :
  - Vainqueur du Championnat de France : 1986 et 1988 (Le Pontet).
  - Vainqueur de la Coupe de France : 1986 et 1988 (Le Pontet).
  - Finaliste du Championnat de France : 1985, 1987 et 1989 (Le Pontet).
  - Finaliste de la Coupe de France : 1989 (Le Pontet) et 1992 (Carpentras).

### Détails en sélection
| 1. | 24 janvier 1987 | Grande-Bretagne | 4-52  | Coupe du monde | Remplaçant | - | - | - | - |
| 2. | 21 janvier 1989 | Grande-Bretagne | 10-26 | Test-match     | Remplaçant | - | - | - | - |
| 3. | 5 février 1989  | Grande-Bretagne | 8-30  | Test-match     | Remplaçant | - | - | - | - |

#### En club
| Saison    | Saison     | Championnat           | Championnat | Championnat | Championnat | Championnat | Championnat | Championnat |
| Saison    | Saison     | Compétition           | M           | Pts         | Ess.        | Buts        | Dp.         |             |
| --------- | ---------- | --------------------- | ----------- | ----------- | ----------- | ----------- | ----------- | ----------- |
| 1981-1982 | Le Pontet  | Championnat de France | ?           | -           | -           | -           | -           |             |
| 1982-1983 | Le Pontet  | Championnat de France | ?           | -           | -           | -           | -           |             |
| 1983-1984 | Le Pontet  | Championnat de France | ?           | -           | -           | -           | -           |             |
| 1984-1985 | Le Pontet  | Championnat de France | ?           | -           | -           | -           | -           |             |
| 1985-1986 | Le Pontet  | Championnat de France | ?           | -           | -           | -           | -           |             |
| 1986-1987 | Le Pontet  | Championnat de France | ?           | -           | -           | -           | -           |             |
| 1987-1988 | Le Pontet  | Championnat de France | ?           | -           | -           | -           | -           |             |
| 1988-1989 | Le Pontet  | Championnat de France | ?           | -           | -           | -           | -           |             |
| 1989-1990 | ?          | Championnat de France | ?           | -           | -           | -           | -           |             |
| 1990-1991 | ?          | Championnat de France | ?           | -           | -           | -           | -           |             |
| 1991-1992 | Carpentras | Championnat de France | ?           | -           | -           | -           | -           |             |
| 1992-1993 | Carpentras | Championnat de France | ?           | -           | -           | -           | -           |             |
| 1993-1994 | Carpentras | Championnat de France | ?           | -           | -           | -           | -           |             |